# Strada statale 42 del Tonale e della Mendola
La strada statale 42 del Tonale e della Mendola (SS 42), da Stezzano a Bolzano, o strada provinciale 42 del Tonale e della Mendola (SP ex SS 42), da Treviglio a Bergamo, è una strada statale e provinciale italiana di grande comunicazione del Nord Italia che collega la Pianura Padana all'Alto Adige percorrendo quattro valli alpine, la Val Cavallina, la Val Camonica, la Val di Sole e la Val di Non.
In seguito al decreto legislativo 2 settembre 1997, n° 320, dal 1º luglio 1998, la gestione del tratto in Trentino-Alto Adige è passata dall'ANAS alla provincia autonoma di Trento e alla provincia autonoma di Bolzano. Entrambe hanno lasciato la classificazione e la sigla di statale (SS) alla strada, in quanto il suddetto decreto trasferisce all'amministrazione delle province autonome solo la gestione della strada, mentre la proprietà rimane in capo allo Stato. In seguito invece al decreto legislativo n. 112 del 1998, dal 2001, la gestione del tratto Treviglio - Bergamo è passata dall'ANAS alla Regione Lombardia, che ha ulteriormente devoluto le competenze alla Provincia di Bergamo.

## Tronchi stradali

### Da Treviglio a Bergamo
La strada statale 42 ha inizio in viale Filagno, nel centro di Treviglio, cittadina della pianura bergamasca attraversata dalla Statale 11 Padana Superiore. Uscita dall'abitato attraverso piazza del Popolo, viale del Partigiano, viale Cesare Battisti, via Torquato Tasso e largo Dante Alighieri, la strada si dirige verso Bergamo con percorso rettilineo, toccando i centri di Arcene e Verdello e ormai giunta a Stezzano incrocia la Tangenziale Sud di Bergamo, aggirando l'abitato tramite una circonvallazione.
Il vecchio itinerario prosegue invece all'interno di Stezzano ed entrando a Bergamo incontra l'ex strada statale 671 della Val Seriana, ovvero l'attuale tangenziale.
Questo primo tronco ha tutte le caratteristiche di strada di pianura: andamento per la maggior parte rettilineo, poche curve e ad ampio raggio, presenza di numerose rotatorie. La sede stradale ospitò, fra il 1879 e il 1920, il binario della tranvia Lodi-Treviglio-Bergamo, convertita nel 1925 fino a Stezzano, previa elettrificazione, nella linea 7 della rete tranviaria di Bergamo.
| SS 42-SS 42 var-TANGENZIALE SUD DI BERGAMO TRATTO VELOCE STEZZANO - SERIATE | |          |
|                                                                             | Stezzano Treviglio Milano-Brescia (casello di Treviglio a 20 km) Verdello Levate                    | SS42     |
|                                                                             | Stezzano Comun Nuovo                                                                                | SS42     |
|                                                                             | Zanica Urgnano                                                                                      | SS42     |
|                                                                             | Aeroporto di Bergamo-Orio al Serio Bergamo Orio al Serio                                            | SS42     |
|                                                                             | Grassobbio Capannelle                                                                               | SS42     |
|                                                                             | Milano-Venezia (casello di Seriate) Cremona Brescia                                                 | SS42     |
|                                                                             | Seriate Bagnatica Brusaporto                                                                        | SS42     |
|                                                                             | SP BG SS 671 Asse Interurbano Aeroporto di Orio al Serio Fiera di Bergamo Bergamo Milano Lecco-Como | SS42 var |
|                                                                             | Seriate Centro Commerciale                                                                          | SS42 var |
|                                                                             | Clusone Val Seriana                                                                                 | SS42 var |

### Da Bergamo a Lovere

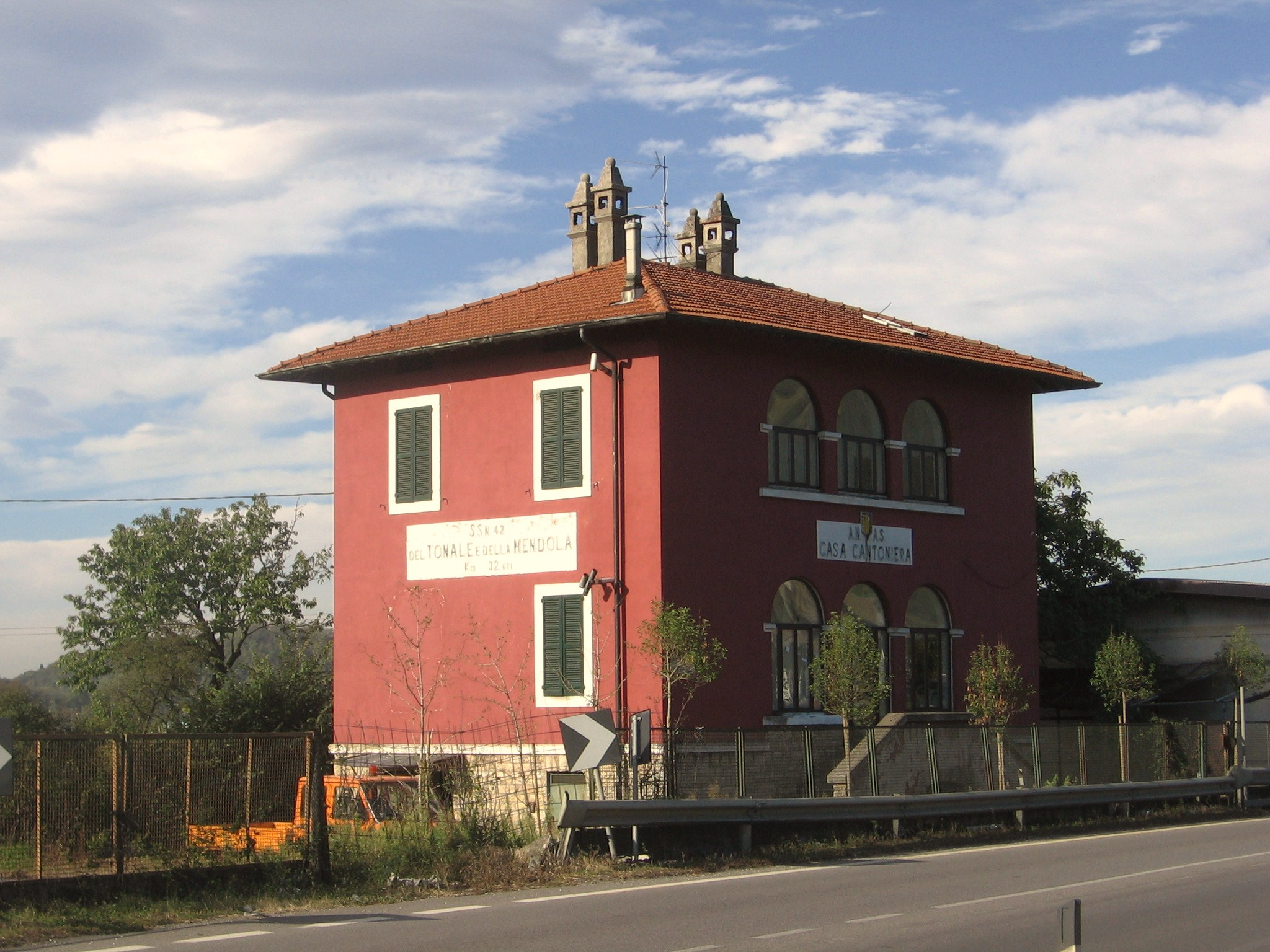
Casa cantoniera a San Paolo d'Argon

La strada esce dalla città di Bergamo col nome di via Borgo Palazzo. Successivamente entra nel territorio comunale di Seriate, che rappresenta uno dei principali centri dell'hinterland bergamasco, col nome di Via Nazionale, arrivando poi a lambire il territorio comunale di Pedrengo. A Seriate ha inizio, sulla destra, la SS 498 diretta a Cremona. Dopo Pedrengo viene attraversato il centro abitato di Albano Sant'Alessandro, a monte del quale si allaccia, mediante uno svincolo, la variante a scorrimento veloce nota come Asse Interurbano di Bergamo, che costituisce attualmente la tangenziale di Bergamo.
A San Paolo d'Argon s'imbocca la Val Cavallina, percorsa dal fiume Cherio, il quale rimane sulla destra rispetto alla direzione che si sta seguendo. Si attraversa poi Trescore Balneario, località termale, ultimo centro che può essere considerato di pianura, e successivamente si toccano Entratico, Luzzana, Borgo di Terzo e Vigano San Martino, piccoli paesi immersi nella rigogliosa vegetazione che avvolge le pendici dei monti. Da Casazza, centro principale della valle, s'inizia a costeggiare il Lago di Endine, percorrendone la sponda occidentale, di cui Spinone al Lago e Endine Gaiano sono i centri principali (l'altra sponda è anch'essa percorsa da una strada).
Endine è situato sullo spartiacque che segna il termine della Val Cavallina. Da questo "valico" posto a 400 metri sul livello del mare, si inizia la discesa verso il Lago d'Iseo e quindi verso Lovere. Il tratto che dal centro storico di Bergamo conduce all'imbocco della Val Cavallina è caratterizzato da insediamenti civili e industriali che si legano l'uno con l'altro senza soluzione di continuità sino a Trescore Balneario, e quindi si tratta di un tronco prevalentemente urbano. Il successivo tratto di strada che percorre la valle è invece un po' più scorrevole, sebbene vi siano attraversamenti di paesi come Entratico, Casazza o Spinone al Lago, tratti urbanizzati come a Endine Gaiano e in generale, ad eccezione del tratto veloce Albano-Trescore, o del tronco con caratteristiche di superstrada Pianico-Lovere, il limite di velocità si mantiene sui 50 km/h.
| STRADA STATALE 42/STRADA STATALE 42 dir TRATTO VELOCE ALBANO-TRESCORE |                                                                |            |                |           |                                                     |
| Tipologia                                                             | Uscita                                                         | km (SS 42) | km (SS 42 dir) | Provincia | Note                                                |
|                                                                       | Area Servizio                                                  | 29,800     |                | BG        | (solo per il traffico diretto a Bergamo)            |
|                                                                       | Albano Sant'Alessandro San Paolo d'Argon Centro Commerciale    | 30,000     |                | BG        |                                                     |
|                                                                       | San Paolo d'Argon Sarnico                                      | 31,000     |                | BG        |                                                     |
|                                                                       | Area Servizio                                                  | 32,100     |                | BG        | (solo per il traffico diretto a Trescore Balneario) |
|                                                                       | Trescore B. Lovere                                             | 33,050     | 0,000          | BG        | da qui prosegue come SS 42 dir                      |
|                                                                       | Sarnico Gorlago Lovere Trescore Balneario Terme Lago di Endine |            | 1,010          | BG        |                                                     |
|                                                                       | Trescore-Entratico (Tratto in progettazione definitiva)        |            |                | BG        |                                                     |

### Da Pianico a Edolo
Poco prima di Lovere, in località Ponte della Cària, nei pressi del bivio per il paese di Pianico, dal tracciato originario si diparte la variante a scorrimento veloce che serve la bassa e media Valle Camonica. Tale variante risulta priva di incroci a raso, provvista di corsie di accelerazione e decelerazione, curve ad ampio raggio, banchina pavimentata; è allo stato odierno a carreggiata unica e con limite max di 90 km/h in alcuni tratti. La nuova variante a scorrimento veloce è stata aperta prima tra Rogno e Breno Sud, poi tra Pianico e Lovere Sud; successivamente, con la complessa realizzazione di una galleria di quasi 3 km, è divenuta transitabile fino a Lovere Nord e, qualche tempo dopo, fino a Costa Volpino, compresa la galleria con la curiosa forma a "esse" dovuta alla particolare sagoma del monte che si affaccia su Lovere. Alla fine degli anni '90 vennero completati gli svincoli di Breno Nord e Costa Volpino-Rogno, che furono aperti successivamente (per ultimo venne lasciato lo svincolo per Brescia, in quanto prevedeva la realizzazione di gallerie di raccordo con le strade esistenti). Il 14 settembre 2005, dopo alcuni anni di ritardo rispetto al previsto, è stato inaugurato il tratto Breno-Ceto.
A inizio 2009 sono ripresi i lavori riguardo al tratto da Ceto a Berzo Demo, che hanno visto una fase importante venerdì 18 giugno 2010 col completamento delle opere di escavazione per la realizzazione della galleria Sellero. Il 6 febbraio 2013 viene aperto al traffico il tratto tra Nadro-Capo di Ponte e Berzo Demo liberando così dal traffico i comuni di Capo di Ponte, Sellero, Cedegolo e Berzo Demo. In futuro, forse, verrà realizzato l'ultimo tratto fino a ovest di Edolo.
Con la costruzione della nuova variante il vecchio tracciato da Pianico a Berzo Demo ha perso la classificazione di SS 42, ad eccezione del tronco dallo svincolo di Lovere Sud all'intersezione con la SS 469; tale percorso è stato in buona parte retrocesso a strada urbana di interesse locale, mentre da Cividate Camuno a Breno costituisce per un breve tratto l'itinerario della strada provinciale Bresciana 345 delle Tre Valli (SP BS 345).

#### Svincoli

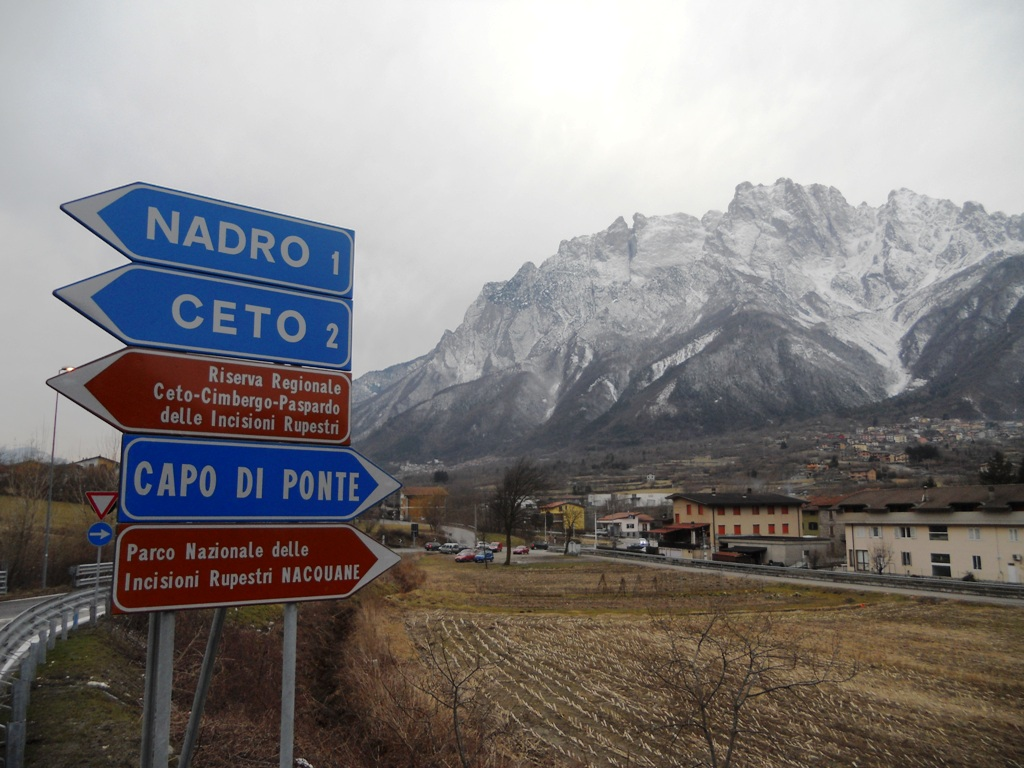
Svincolo della SS 42 a Ceto

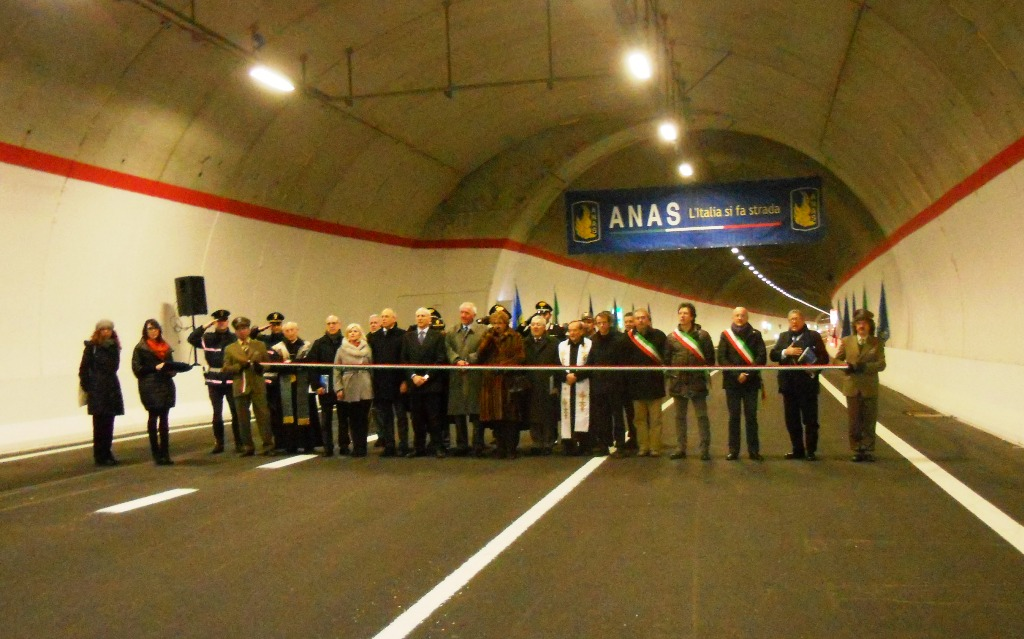
Inaugurazione Strada Statale 42, tratto Nadro di Ceto - Berzo Demo - Galleria Capo di Ponte

| STRADA STATALE 42 TRATTO VELOCE PIANICO-BERZO DEMO | |      |           |
| Tipologia                                          | Uscita | km   | Provincia |
|                                                    | Pianico Sovere | 59,5 | BG        |
|                                                    | Area Servizio | 59,7 | BG        |
|                                                    | Clusone Sarnico Pianico Lovere Sud Bossico                                                                             | 62,2 | BG        |
| solo uscita dir. nord solo entrata dir. sud        | Lovere Costa Volpino                                                                                                   | 65,5 | BG        |
|                                                    | Costa Volpino Rogno | 67,5 | BG        |
|                                                    | Sebina Orientale Brescia Iseo Pisogne                                                                                  | 68,9 | BG        |
|                                                    | Area Servizio | 69,8 | BG        |
|                                                    | Pian Camuno Montecampione                                                                                              | 70,5 | BG        |
|                                                    | Rogno Darfo Corna Lago Moro centro commerciale                                                                         | 76,0 | BS        |
|                                                    | Darfo polizia stradale Gianico Artogne                                                                                 | 76,5 | BS        |
|                                                    | Boario Terme Angolo Terme Val di Scalve Strada statale 294 della Valle di Scalve                                       | 79,5 | BS        |
|                                                    | Area Servizio | 81,8 | BS        |
|                                                    | Esine Bienno Berzo Inferiore Piancogno                                                                                 | 84,5 | BS        |
|                                                    | ospedale pronto soccorso                                                                                               | 84,7 | BS        |
|                                                    | impianti di risalita Monte Altissimo altopiano di Borno Breno Sud Cividate Camuno                                      | 86,5 | BS        |
|                                                    | Breno Nord Niardo Losine Passo Crocedomini                                                                             | 89,5 | BS        |
|                                                    | Ceto Braone Cerveno Ono San Pietro                                                                                     | 96,5 | BS        |
|                                                    | Nadro - Ceto Capo di Ponte Sud Cimbergo - Paspardo siti d’arte rupestre                                                | 98,5 | BS        |
|                                                    | Sellero Cedegolo Brescia Bergamo Capo di Ponte Nord                                                                    |      | BS        |
|                                                    | Forno Allione Paisco Schilpario Val di Scalve passo Vivione Berzo Demo Cedegolo Cevo Saviore dell'Adamello Val Saviore |      | BS        |

In località Forno d'Allione (comune di Berzo Demo) vi confluisce da sinistra la strada statale 294 di Scalve che scende dal Passo del Vivione e quindi dalla laterale Val Paisco.
La sede stradale riallacciandosi al tracciato originario si restringe notevolmente e assume un andamento tortuoso, alternato a brevi rettilinei. Supera i comuni di Malonno e Sonico giungendo infine a Edolo, centro principale della valle e crocevia all'imbocco della Valle di Aprica. Proprio nel centro della cittadina si stacca la strada statale 39 dell'Aprica diretta a Tresenda, in Valtellina. La strada per il Tonale invece esce dall'abitato percorrendo una stretta galleria realizzata dall'allora governo del Regno Lombardo Veneto nel 1855. Il limite di velocità per l'intero percorso da Forno d'Allione a Edolo si attesta quasi totalmente sui 50 km/h.

### Da Edolo al Tonale

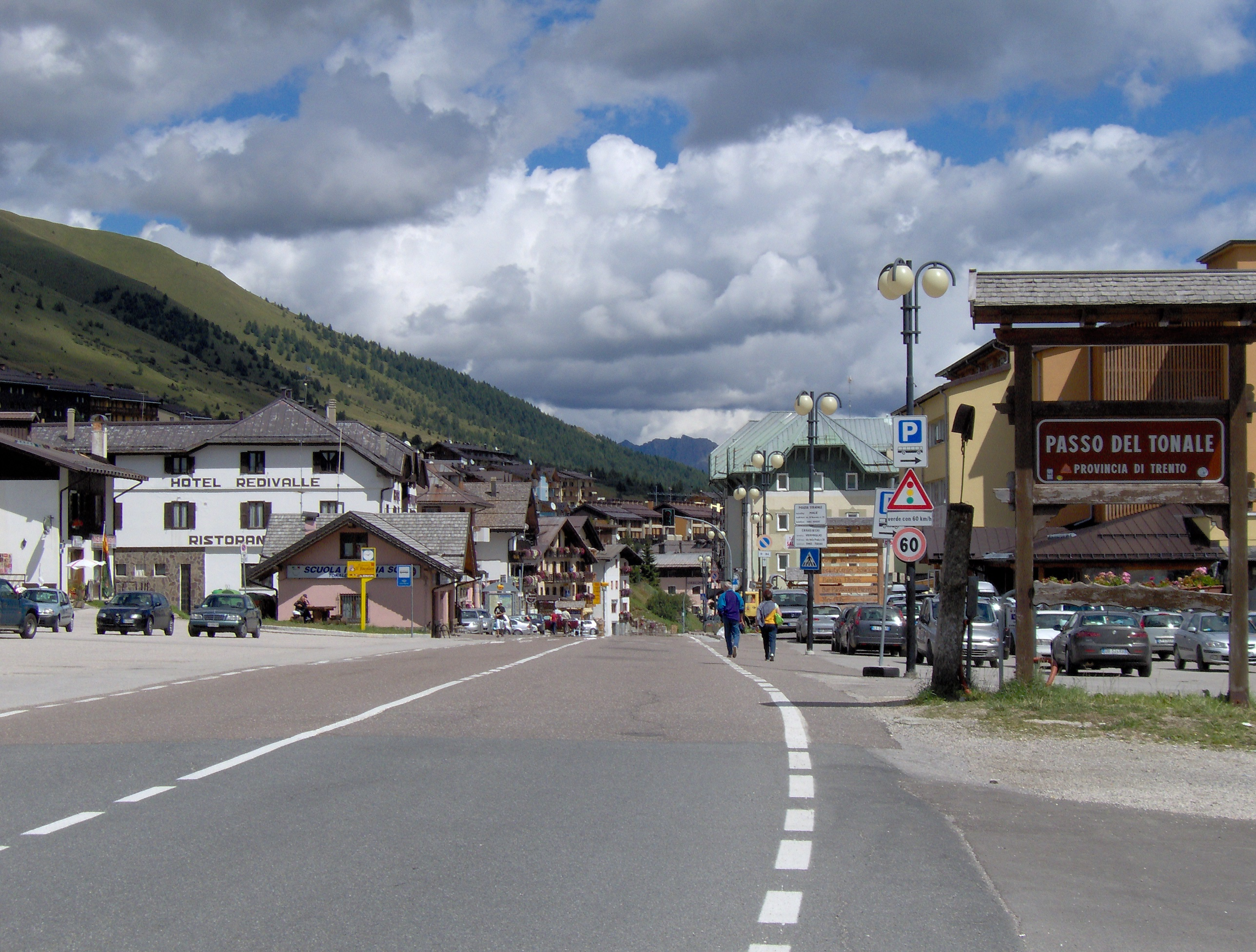
La Strada Statale 42 al Passo del Tonale

Il tronco montano lombardo della statale 42 inizia appena usciti dal centro di Edolo. La strada incomincia a salire, con due tornanti, sino al bivio con la SS 42 dir/A per Monno e il Mortirolo. La sede stradale rimane comunque abbastanza larga e agevole.
Si entra nell'Alta Valcamonica e si attraversano i centri di Incudine, Vezza d'Oglio e Temù in vista del gruppo montuoso dell'Adamello che troneggia a sud. Gli attraversamenti sono inevitabili (non esistono circonvallazioni) e nella stagione turistica possono insorgere rallentamenti a causa del traffico urbano all'interno dei paesi.
Più avanti si lascia sulla sinistra la nota località turistica di Ponte di Legno, aggirata con una variante provvista di diversi accessi al centro abitato, dopodiché si inizia la salita verso il Passo del Tonale.
Dopo un tornante si stacca, sulla sinistra, una bretella di collegamento con la SS 300 che conduce a Bormio passando per il Passo di Gavia.
La sede stradale, seppur di larghezza minore rispetto a quella del fondovalle, si mantiene ugualmente di ampiezza considerevole, trattandosi di un percorso di montagna, e le pendenze non superano il 7%.
Superato il limite della vegetazione, a circa 1800 metri di quota, la strada assume andamento meno tortuoso, lascia sulla destra il bivio per gli impianti di risalita del Presena e raggiunge il Passo del Tonale (1889 m), che rappresenta il punto più alto della strada.
Il passo è punto di confine tra Lombardia e Trentino e dei comuni di Ponte di Legno e Vermiglio; la strada è normalmente transitabile (sul versante occidentale come su quello orientale) tutto l'anno, anche se in inverno possono essere richiesti (e in tal caso è apposto un cartello indicatore all'inizio della salita) pneumatici da neve oppure catene. In caso di nevicate particolarmente abbondanti, e per solo brevi periodi di tempo, il versante orientale potrebbe essere chiuso.

### Dal Tonale a Bolzano

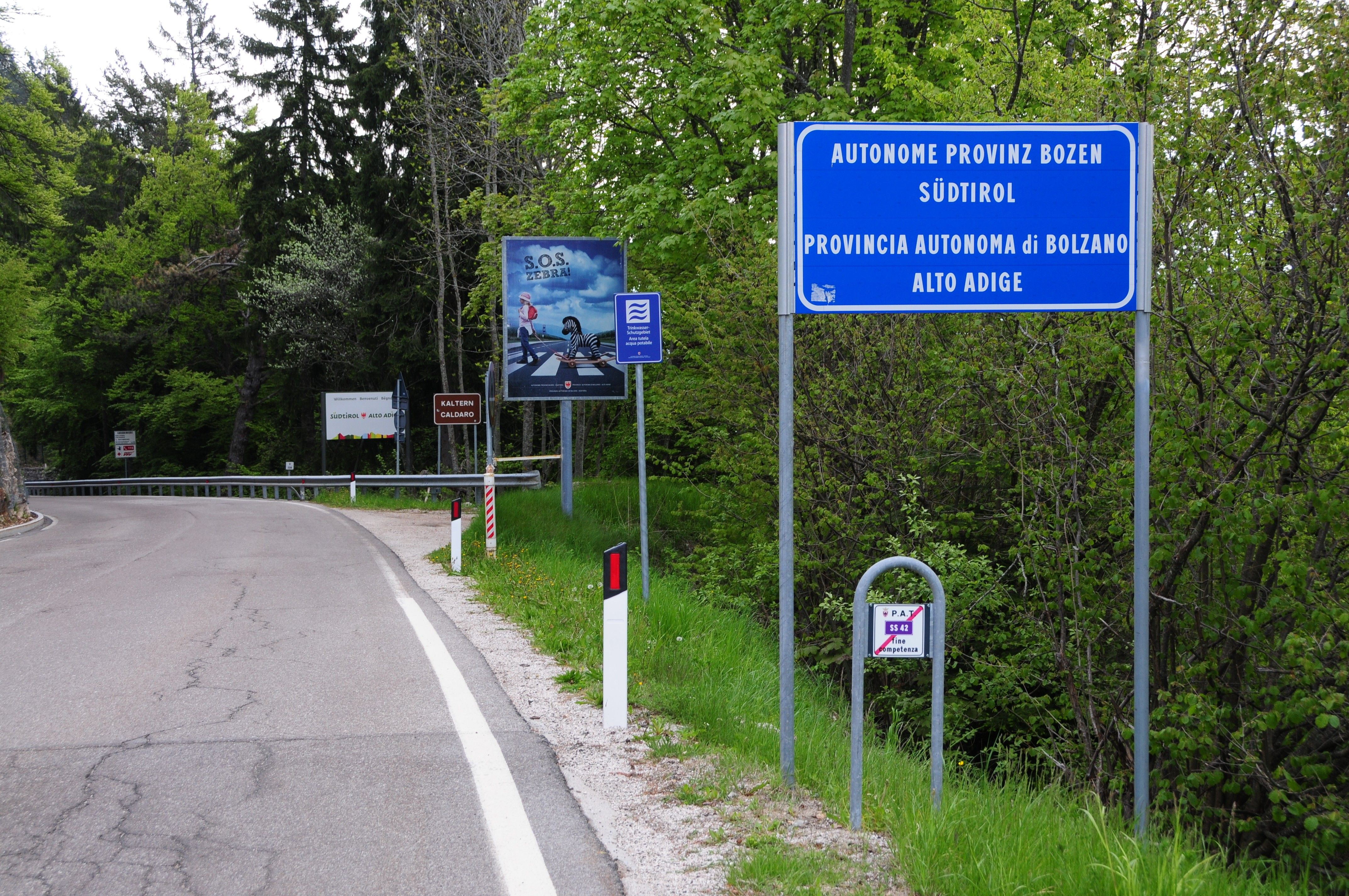
La strada al passo della Mendola

Dal valico la strada scende gradualmente in Val di Sole, amministrativamente facente parte della provincia autonoma di Trento. Il primo centro abitato che attraversa è Pizzano, frazione di Vermiglio (comune sparso), che si trova a una quota di 1260 m. Scendendo ancora giunge a Fucine (940 m), dove si diparte, sulla sinistra, la strada provinciale che serve la Val di Pejo in vista dei ghiacciai del massiccio del Cevedale. A Dimaro (766 m) si stacca sulla destra, diretta a Madonna di Campiglio, la SS 239 di Campiglio. Pochi chilometri più avanti si tocca Malé, capoluogo storico della Val di Sole, all'imbocco della laterale Val di Rabbi: una variante che corre parzialmente in galleria evita l'attraversamento dell'abitato.
Al termine della Val di Sole si entra in Val di Non; in località Ponte di Mostizzolo (593 m), confluisce sulla destra la SS 43, che la percorre sino all'imbocco a Mezzolombardo nella valle dell'Adige. La SS 42 invece abbandona il fondovalle, costeggiando le sponde settentrionali del Lago di Santa Giustina e toccando i centri di Cagnò, Revò, Romallo, Cloz e Brez, giungendo a Fondo (988 m), centro principale della Val di Non insieme a Cles. A Fondo ha inizio la SS 238, che si dirige a Merano dopo aver valicato il Passo delle Palade. Dal passo in poi la segnaletica diventa bilingue.
Da Fondo la strada piega verso sud, in falsopiano, per raggiungere Sarnonico, ove inizia la salita verso il Passo della Mendola (1363 m), che segna il confine tra le province autonome di Trento e Bolzano.
La discesa verso il fondovalle avviene con alcune serie di tornanti e lunghe diagonali a mezza costa che attraversono i punti Kesselboden, Kolm, Alte Schottergrube, Matschatsch, Tröpfltal e Kalterer Höhe; l'unico centro abitato che si incontra è Appiano (411 m), ormai in vista dell'Adige. Poco prima del ponte sul fiume, c'è lo svincolo d'innesto con la MEBO, la superstrada Merano-Bolzano, primo tronco della strada statale 38 dello Stelvio; dopodiché la strada scavalca l'Adige ed entra a Bolzano (Viale Druso).

## Progetti di ammodernamento
La cosiddetta Superstrada della Val Camonica è la variante a scorrimento veloce della statale 42 che inizia a Pianico e giunge sino a Forno Allione (comune di Berzo Demo). Il progetto prevede che la variante possa raggiungere Edolo, evitando così per la maggior parte dei veicoli diretti alle località sciistiche dell'alta valle gli attraversamenti dei centri abitati come a Malonno. Nel cronoprogramma delle opere previste per le Olimpiadi invernali del 2026 è stata inserita come prioritaria la realizzazione del nuovo asse viario che aggirerebbe l'abitato di Edolo.
La realizzazione del tratto di variante tra Capo di Ponte e Cedegolo, avente la caratteristica di essere in parte sopraelevata e in parte in galleria, ha subito un rallentamento, legato a un incidente verificatosi il 28 giugno 2005 nel cantiere durante una procedura di collaudo. In quell'occasione si è verificato il cedimento di un cavalcavia in cemento armato (la cui costruzione era già iniziata alcuni anni prima, ma che non era stato ancora completato) mentre veniva percorso da cinque camion carichi con 400 quintali di ghiaia ciascuno, come da prassi. Nel crollo i mezzi si sono ribaltati: uno degli autisti ha perso la vita mentre gli altri hanno riportato ferite. L'incidente non ha permesso la riapertura del cantiere in tempi brevi e l'allungamento dei termini di apertura della strada ha scatenato il disappunto degli amministratori locali, che hanno soprannominato il viadotto come il ponte della vergogna. Il 27 febbraio 2009 sono stati riaperti i cantieri, nel dicembre 2012 i lavori sono stati conclusi e l'apertura della variante è avvenuta il 6 febbraio 2013, al termine del periodo necessario per le opere di collaudo.
Il 16 novembre 2012 è stata inaugurata la variante che da Albano Sant'Alessandro raggiunge il comune di Trescore Balneario in località Valota. I lavori erano stati consegnati alla ditta appaltante in data 28 febbraio 2011, con l'intenzione di concludere l'opera entro la fine del 2012. Ad oggi resta ancora da definire il progetto per il secondo lotto della variante in direzione di Entratico, per il quale mancano da reperire i fondi previsti per la copertura finanziaria dei lavori.

## Comuni attraversati
- Provincia di Bergamo: Treviglio, Arcene, Ciserano, Verdellino, Verdello, Levate, Stezzano, Bergamo, Seriate, Zanica, Grassobbio, Brusaporto, Pedrengo, Albano Sant'Alessandro, San Paolo d'Argon, Cenate Sotto, Trescore Balneario, Entratico, Luzzana, Borgo di Terzo, Vigano San Martino, Casazza, Monasterolo del Castello, Spinone al Lago, Ranzanico, Endine Gaiano, Sovere, Solto Collina, Pianico, Castro, Lovere, Costa Volpino, Rogno.
- Provincia di Brescia: Pian Camuno, Artogne, Gianico, Darfo Boario Terme, Esine, Cividate Camuno, Breno, Niardo, Braone, Ceto, Capo di Ponte, Sellero, Cedegolo, Berzo Demo, Malonno, Sonico, Edolo, Monno, Incudine, Vezza d'Oglio, Vione, Temù e Ponte di Legno.
- Provincia di Trento: Vermiglio, Ossana, Pellizzano, Mezzana, Commezzadura, Dimaro Folgarida, Croviana, Malé, Terzolas, Caldes, Cis, Livo, Novella, Borgo d'Anaunia, Sarnonico, Ronzone e Ruffré-Mendola.
- Provincia di Bolzano: Caldaro sulla Strada del Vino, Appiano sulla Strada del Vino e Bolzano.